# House of Love (Reality-Show)
House of Love (englisch für ‚Haus der Liebe‘) ist eine deutsche Dating-Reality-Show des Streaminganbieters Joyn, in der in zwei Staffeln jeweils eine prominente weibliche Persönlichkeit ihren Lebenspartner finden wollte.
Erstmals wurde sie mit der Protagonistin Cora Schumacher unter dem Titel Coras House of Love am 21. August 2020 bei Joyns kostenpflichtigen Subscription-Video-on-Demand-Angebot Joyn Plus+ veröffentlicht. Bereits eine Woche vor der Erstveröffentlichung wurde bekannt, dass die Show um eine zweite Staffel mit der Protagonistin Claudia Obert unter dem Titel Claudias House of Love verlängert wurde. Sie wurde ab dem 7. Januar 2021 erneut über Joyn Plus+ zum Abruf bereitgestellt.

## Konzept
In der Show lernen sich die Protagonistin, eine prominente weibliche Persönlichkeit, sowie zehn männliche Teilnehmer kennen. Dabei leben sie gemeinsam acht Tage lang in einem als Wohnumgebung eingerichteten Fernsehstudio und werden dabei rund um die Uhr von Fernsehkameras und Mikrofonen aufgezeichnet. Täglich müssen die Teilnehmer vormittags eine Aufgabe, die in der Show als Love-Challenge bezeichnet wird, erledigen. Der Gewinner erhält ein Einzeldate mit der Protagonistin. Jeden Abend muss einer der Teilnehmer das Haus verlassen, bis im Finale die Protagonistin aus den drei übriggebliebenen Teilnehmer den Sieger auswählt.
Pro Folge werden die Aufzeichnungen eines Tages als Zusammenschnitt gezeigt.

## Staffel 1 (2020)
Die erste Staffel wurde unter dem Titel Coras House of Love mit der ehemaligen deutschen Automobilrennfahrerin und Model Cora Schumacher vom 21. August bis zum 9. Oktober 2020 bei Joyn Plus+ veröffentlicht. Sieger wurde Denny Heidrich.

### Teilnehmer
Die zehn männlichen Teilnehmer wurden am 11. August 2020 bekanntgegeben. Ein weiterer Teilnehmer rückte nach dem freiwilligen Auszug eines Teilnehmers nach.
| Denny Heidrich     | 32 | Königs Wusterhausen    | Profiboxer; Teilnehmer bei Big Brother 2020                                        |  |  |  |  |  |  |  |  |  |  |
| Thomas Neumann     | 40 | Krefeld                | Automobilverkäufer                                                                 |  |  |  |  |  |  |  |  |  |  |
| Carlo D’Angelo     | 52 | Mallorca, Spanien      | Coach und Unternehmensberater                                                      |  |  |  |  |  |  |  |  |  |  |
| Gerd               | 47 | Vorarlberg, Österreich |                                                                                    |  |  |  |  |  |  |  |  |  |  |
| Christian Hacker   | 28 | Schongau               | Projektmanager und Model; Teilnehmer bei Take Me Out 2020                          |  |  |  |  |  |  |  |  |  |  |
| Sascha Schmitz     | 41 | Tönisvorst             | Online-Marketing- und SEO-Manager; Teilnehmer bei Die Bachelorette 2018            |  |  |  |  |  |  |  |  |  |  |
| Marc               | 34 | Köln                   | Regionalleiter                                                                     |  |  |  |  |  |  |  |  |  |  |
| Marco Brakhage     | 46 | Geesthacht             | Selbstständiger Gastronom                                                          |  |  |  |  |  |  |  |  |  |  |
| Frank Wilhelm      | 47 | Aurich                 | Unternehmer; Teilnehmer bei Die Bachelorette 2015                                  |  |  |  |  |  |  |  |  |  |  |
| Steve Ritzau       | 45 | Flensburg              | Maler und Lackierer                                                                |  |  |  |  |  |  |  |  |  |  |
| Vincenzo Pichierri | 40 | Monheim am Rhein       | Selbstständiger Automobilhändler; Kfz-Experte bei Biete Rostlaube, suche Traumauto |  |  |  |  |  |  |  |  |  |  |

- Der Teilnehmer war weiter.
- Der Teilnehmer schied aus.
- Der Teilnehmer schied freiwillig aus.

### Folgenübersicht
Zum Auftakt am 21. August 2020 wurden zwei Folgen beim kostenpflichtigen Subscription-Video-on-Demand-Angebot Joyn Plus+ veröffentlicht. Ab dem 28. August 2020 wurden die restlichen sechs Folgen jeden Freitag veröffentlicht. Eine Spezialfolge über das Leben beider Endprotagonisten nach der Show wurde am 9. Oktober 2020 veröffentlicht.
Für zusätzliche Aufmerksamkeit strahlte der Free-TV-Sender Sat.1 am 21. August 2020 um 23:15 Uhr die erste Folge kostenlos aus.
| Nr. (ges.) | Nr. (St.) | Titel        | Premiere      | Dauer   |
| ---------- | --------- | ------------ | ------------- | ------- |
| 1          | 1         | Folge 1      | 21. Aug. 2020 | 58 Min. |
| 2          | 2         | Folge 2      | 21. Aug. 2020 | 52 Min. |
| 3          | 3         | Folge 3      | 28. Aug. 2020 | 54 Min. |
| 4          | 4         | Folge 4      | 4. Sep. 2020  | 44 Min. |
| 5          | 5         | Folge 5      | 11. Sep. 2020 | 51 Min. |
| 6          | 6         | Folge 6      | 18. Sep. 2020 | 49 Min. |
| 7          | 7         | Folge 7      | 25. Sep. 2020 | 47 Min. |
| 8          | 8         | Folge 8      | 2. Okt. 2020  | 47 Min. |
| 9          | 9         | Cora & Denny | 9. Okt. 2020  | 55 Min. |

## Staffel 2 (2021)
Die zweite Staffel wurde unter dem Titel Claudias House of Love mit der Unternehmerin und Reality-TV-Teilnehmerin Claudia Obert vom 7. Januar bis zum 25. Februar 2021 bei Joyn Plus+ veröffentlicht. Sieger wurde Antonio Impagnatiello.

### Teilnehmer
Die zehn männlichen Teilnehmer wurde am 29. Dezember 2020 bekannt gegeben.
| Kandidat, Alter       | Kandidat, Alter | Wohnort                    | Beruf, Anmerkungen                               | Verbleib im Haus | Verbleib im Haus | Verbleib im Haus | Verbleib im Haus | Verbleib im Haus | Verbleib im Haus | Verbleib im Haus | Verbleib im Haus |
| Kandidat, Alter       | Kandidat, Alter | Wohnort                    | Beruf, Anmerkungen                               | 1                | 2                | 3                | 4                | 5                | 6                | 7                | 8                |
| --------------------- | --------------- | -------------------------- | ------------------------------------------------ | ---------------- | ---------------- | ---------------- | ---------------- | ---------------- | ---------------- | ---------------- | ---------------- |
| Antonio Impagnatiello | 56              | Düsseldorf                 | Gastronom                                        |                  |                  |                  |                  |                  |                  |                  |                  |
| Torsten Hindenburg    | 53              | Norderstedt                | DJ, Fuhrunternehmer                              |                  |                  |                  |                  |                  |                  |                  |                  |
| Kai                   | 47              | Palma de Mallorca, Spanien | Office-Manager einer Hotel- und Restaurantgruppe |                  |                  |                  |                  |                  |                  |                  |                  |
| Mario Kleinermanns    | 24              | Mönchengladbach            | Sieger von Paradise Hotel 2019                   |                  |                  |                  |                  |                  |                  |                  |                  |
| Thomas Mario          | 35              | Nürnberg                   | Selbstständiger Hotelfachmann, Barkeeper         |                  |                  |                  |                  |                  |                  |                  |                  |
| Claude Paulus         | 44              | Regensburg                 | Geschäftsführer                                  |                  |                  |                  |                  |                  |                  |                  |                  |
| Didi                  | 31              | Berlin                     | Mitarbeiter eines Modegeschäfts                  |                  |                  |                  |                  |                  |                  |                  |                  |
| Nicolai Tregor        | 74              | München                    | Bildhauer                                        |                  |                  |                  |                  |                  |                  |                  |                  |
| Aytunc Günde          | 31              | Lindlar                    | Maschinenanlagenführer                           |                  |                  |                  |                  |                  |                  |                  |                  |
| Gerd Erdmann          | 72              | Neunkirchen (Saar)         | Best-Ager-Model, Vater von Fiona Erdmann         |                  |                  |                  |                  |                  |                  |                  |                  |

- Der Teilnehmer war weiter.
- Der Teilnehmer schied aus.
- Der Teilnehmer schied freiwillig aus.

### Folgenübersicht
Zum Auftakt am 7. Januar 2021 wurde die erste Folge im kostenfreien Bereich der Streaming-Plattform Joyn veröffentlicht. Ab der zweiten Folge, die ebenfalls am 7. Januar zum Abruf bereitgestellt wurde, wurden die restlichen Folgen bis zum 18. Februar 2021 über das Subscription-Video-on-Demand-Angebot Joyn Plus+ veröffentlicht. Erneut wurde eine Spezialfolge über das Leben beider Endprotagonisten nach der Show produziert und am 25. Februar 2021 erstmals zum Abruf bereitgestellt.
Ab dem 30. März 2021 sollte die Staffel dienstags in Doppelfolgen auf dem Free-TV-Sender Sat.1 ausgestrahlt werden. Nachdem die ersten beiden Folgen jeweils nur 0,56 und 0,59 Millionen Gesamtzuschauer erreicht hatten, wurde die Ausstrahlung zunächst mit sofortiger Wirkung abgebrochen. In der Nacht von Mittwoch auf Donnerstag um ca. 1:15 Uhr wurden am 15. und 22. April 2021 jeweils vier Folgen auf Sat.1 ausgestrahlt. Dabei wurden erneut die ersten beiden Folgen gesendet.

| Nr. (ges.) | Nr. (St.) | Titel             | Premiere (joyn)Premiere (Sat. 1) | Dauer   |
| ---------- | --------- | ----------------- | -------------------------------- | ------- |
| 10         | 1         | Folge 1           | 7. Jan. 202130. Mär. 2021        | 59 Min. |
| 11         | 2         | Folge 2           | 7. Jan. 202130. Mär. 2021        | 47 Min. |
| 12         | 3         | Folge 3           | 14. Jan. 202115. Apr. 2021       | 56 Min. |
| 13         | 4         | Folge 4           | 21. Jan. 202115. Apr. 2021       | 55 Min. |
| 14         | 5         | Folge 5           | 28. Jan. 202122. Apr. 2021       | 50 Min. |
| 15         | 6         | Folge 6           | 4. Feb. 202122. Apr. 2021        | 49 Min. |
| 16         | 7         | Folge 7           | 11. Feb. 202122. Apr. 2021       | 54 Min. |
| 17         | 8         | Folge 8           | 18. Feb. 202122. Apr. 2021       | 48 Min. |
| 18         | 9         | Claudia & Antonio | 25. Feb. 2021–                   | 62 Min. |

## Rezeption

### Einschaltquoten
Bei der Free-TV-Ausstrahlung auf Sat.1 erreichte die erste Folge insgesamt durchschnittlich 0,58 Millionen Zuschauer, was 4,8 Prozent Marktanteil entsprach. In der Zielgruppe der 14- bis 49-Jährigen wurde ein Marktanteil von 8,5 Prozent bei 0,30 Millionen Zuschauern erreicht.

### Mediale Rezensionen
Der DWDL.de-Medienjournalist Timo Niemeier bezeichnet die Show als Promi-Version der RTL-Datingshow Die Bachelorette. Die Show habe keine Höhepunkte; ab und zu gebe es lustige Momente. Zudem sei wenig Authentizität bei den Teilnehmern vorhanden. Niemeier empfiehlt eher auf die neue Staffel von Die Bachelorette zu warten. Des Weiteren merkt Niemeier an, dass im selben Studio wie Big Brother 2020 zuvor produziert wurde. Endemol Shine Germany und Joyn konnten dadurch noch das Set und einen Bewohner (Denny) von Big Brother recyceln, nachdem die Show im Frühjahr 2020 regelmäßig schlechte Quoten erreicht hatte. In der „Coronakrise“ müsse man schließlich Synergien nutzen, wo es nur geht, so Niemeier.
In den sozialen Medien wurde die Show ebenfalls negativ aufgenommen.